# Квадратний корінь з трьох

Висота рівностороннього трикутника з сторонами 2 рівна квадратному кореню з 3.

Квадратний корінь з трьох — додатне дійсне число, яке в другій степені дорівнює числу 3. Позначається як √3 або 31/2. Квадратний корінь з трьох є ірраціональним числом. Його також називають константою Феодора на честь давньогрецького математика Феодора Кіренського, який довів ірраціональність даного числа.
Станом на грудень 2013, його значення обчислили з точністю більше ніж десять мільйонів десяткових знаків. Перші 65 десяткових знаків √3:   

1.73205 08075 68877 29352 74463 41505 87236 69428 05253 81038 06280 55806
Дріб 97/56(1.732142857...) можна використати як наближення. Незважаючи на те що знаменник 56 є меншим за 100, значення виразу відрізняється від √3 менше ніж на 1/10,000 (близько 9.2×10−5). Округлене значення 1.732 точне в межах 0.01 % від справжнього значення.
Архімед знайшов проміжок для його значення: (1351/780)2
 > 3 > (265/153)2
; нижня границя точна до 1/608400 (шість десяткових знаків), верхня до 2/23409 (чотири десяткових знаки).

## Способи обчислення

### Ланцюговим дробом
√3 можна виразити ланцюговим дробом [1; 1, 2, 1, 2, 1, 2, 1, …] послідовність A040001 з Онлайн енциклопедії послідовностей цілих чисел, OEIS.
Отже якщо:
{\displaystyle {\begin{bmatrix}1&2\\1&3\end{bmatrix}}^{n}={\begin{bmatrix}a_{11}&a_{12}\\a_{21}&a_{22}\end{bmatrix}}}
то коли {\displaystyle n\to \infty } :
{\displaystyle {\sqrt {3}}=2\cdot {\frac {a_{22}}{a_{12}}}-1}

## Доведення ірраціональності

### Методом Ферма
Це доведення ірраціональності числа √3 використовує метод нескінченного спуску Ферма:
Припустимо що √3 є раціональним числом, і виразимо його в формі повністю спрощеного дробу форми m/n, де m та n - натуральні числа.
Помножимо чисельник та знаменник на {\displaystyle ({\sqrt {3}}-q)} і отримаємо рівнозначний вираз:
{\displaystyle {\frac {m({\sqrt {3}}-q)}{n({\sqrt {3}}-q)}}}
де q — найбільше ціле число менше ніж √3. Зверніть увагу, що чисельник та знаменник множаться на число менше 1.
Розкриємо дужки:
{\displaystyle {\frac {m{\sqrt {3}}-mq}{n{\sqrt {3}}-nq}}}
З припущення отримаємо, що m можна замінити на √3n:
{\displaystyle {\frac {n{\sqrt {3}}^{2}-mq}{n{\sqrt {3}}-nq}}}
Далі √3 замінимо на m/n в знаменнику:
{\displaystyle {\frac {n{\sqrt {3}}^{2}-mq}{n{\frac {m}{n}}-nq}}}
Квадрат числа √3 можна замінити на 3, а m/n * n спростити до m:
{\displaystyle {\frac {3n-mq}{m-nq}}}
Отже √3 можна виразити меншим дробом ніж m/n як 3n − mq/m − nq(оскільки в першому кроці ми зменшили величину чисельника та знаменника, і наступні кроки не змінили їх) , що заперечує припущення про те, що  m/n складався з найменших можливих чисел.

### Інші способи
В альтернативному способі доведення, припустимо, що √3 =  m/n  де  m/n повністю скорочений дріб:
Помножимо на n обидві частини, тоді піднесемо до квадрату та отримаємо:
{\displaystyle 3n^{2}=m^{2}.}
Оскільки ліву частину можна поділити на 3, те саме можна сказати і про праву: m повинне ділитись на 3. Тоді, m можна виразити як 3k:
{\displaystyle 3n^{2}=(3k)^{2}=9k^{2}}
Поділивши обидві частини на 3 отримаємо:
{\displaystyle n^{2}=3k^{2}}
Оскільки праву частину можна поділити на 3, те саме можна сказати про ліву, а отже і про число n. Оскільки, n та m діляться на три, в них є спільний дільник, тому m/n не є повністю скороченим дробом, що заперечує початкове припущення.